# 西経県
西経県（せいけい-けん）は中華人民共和国河北省にかつて存在した県。現在の邢台市広宗県北東部に相当する。
南北朝時代、北魏により設置され、北斉により廃止された。